# کانی مام قنبران
کانی مام قنبران (به کوردی کانی مام قه‌نبران)، نام یکی از محله‌های شهر مهاباد است.